# Pohorský potok
Pohorský potok je menší vodní tok na pomezí Českého středohoří a Ralské pahorkatiny, pravostranný přítok Konojedského potoka v okrese Litoměřice v Ústeckém kraji. Délka toku měří 1 km.

## Průběh toku
Potok pramení jihovýchodně od osady Pohorsko náležející k Bílému Kostelci, části Úštěka, v nadmořské výšce 476 metrů a teče jižním směrem. U silnice spojující Bílý Kostelec a Konojedy potok zprava přijímá bezejmenný potok přitékající od Bílého Kostelce a posléze se stáčí k jihovýchodu. Pohorský potok se v Konojedech, části Úštěka, zprava vlévá do Konojedského potoka v nadmořské výšce 318 metrů.

## Další fotografie

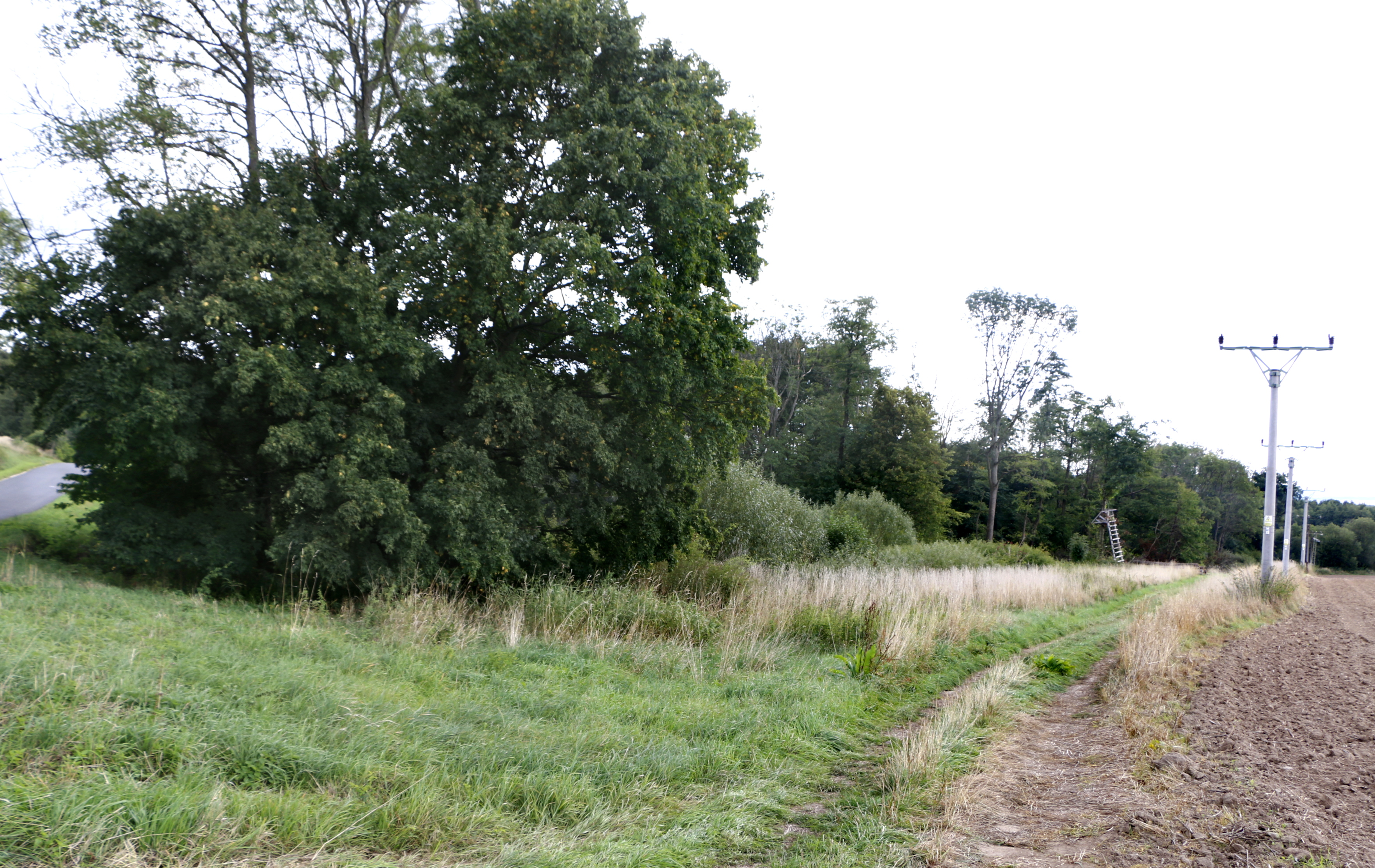
Stromy podél toku
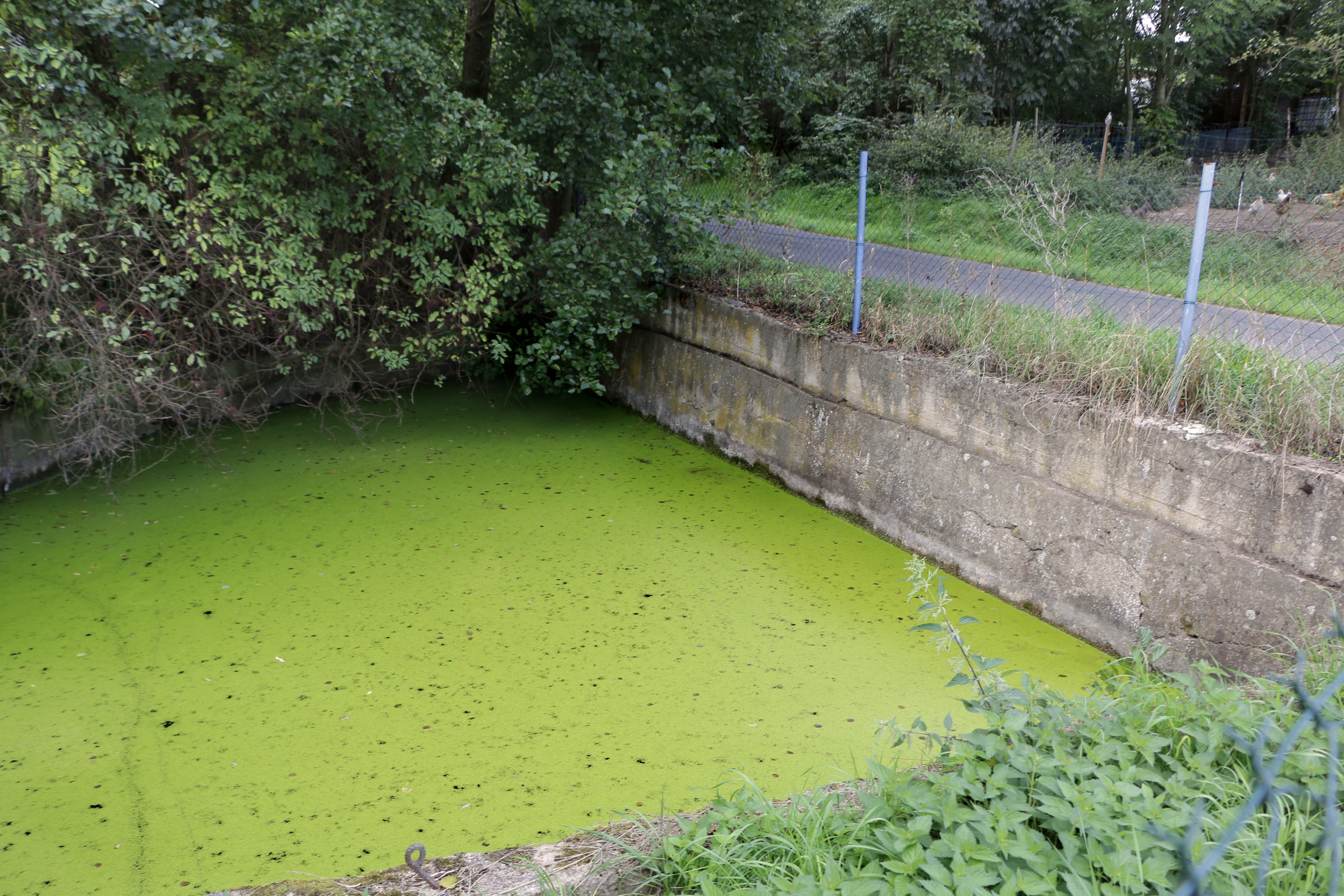
Rybníček v Konojedech
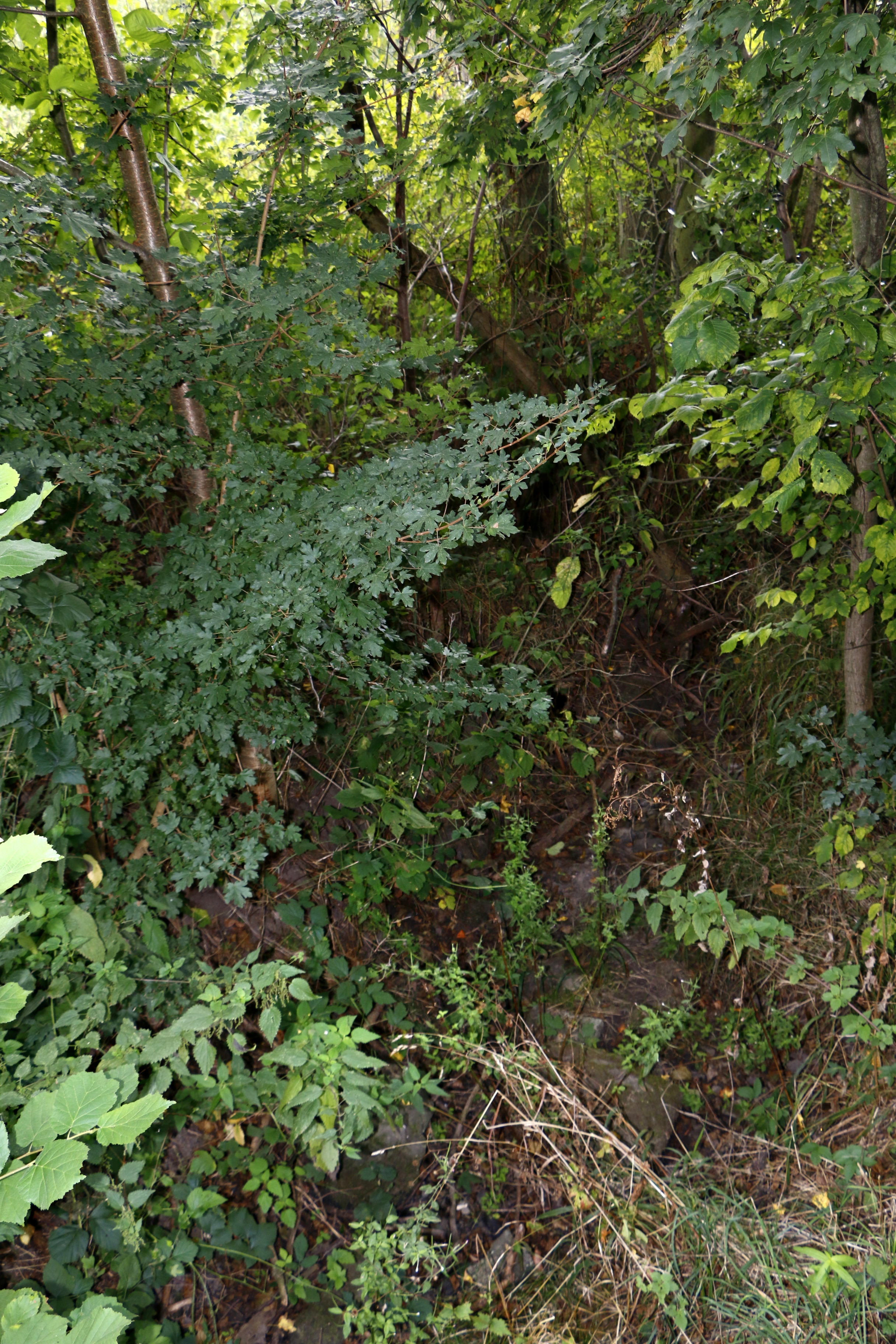
Vyschlé koryto u Bílého Kostelce